# Mihr Patera
La Mihr Patera è una struttura geologica della superficie di Io.